# Румен Александров (щангист)
Вижте пояснителната страница за други личности с името Румен Александров.
Румен Александров е български състезател по вдигане на тежести. Състезава се в категория 90 kg.
На Летните олимпийски игри в Москва през 1980 г. спечелва сребърен медал в категория до 90 kg. Румен е и европейски шампион за 1980 г. в същата категория.
Започва подготовката си през 1971 г. при Ганчо Карушков. Завършва НСА и започва да се състезава за Марица Пловдив (1971 – 1978), а след това за ЦСКА (1978 – 1982). След 1982 г. е треньор в ЦСКА, а в периода 1989 – 1992 г. работи с националния отбор по вдигане на тежести на България. Споделя опита си и в други държави, включително САЩ и Колумбия.